# Feldflur-Grasbüscheleule

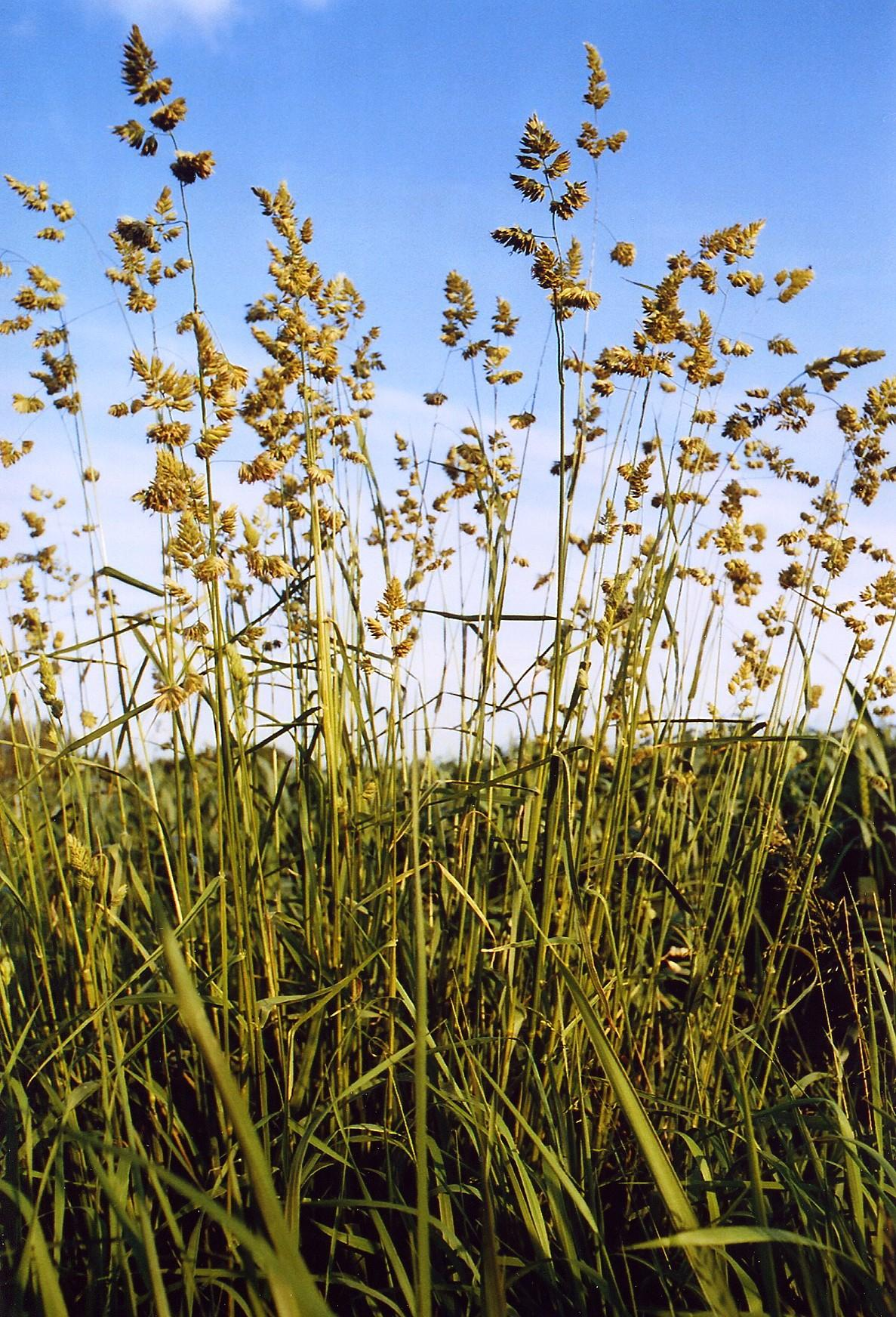
Gewöhnliches Knäuelgras,
die Hauptraupennahrungspflanze der Raupe

Die Feldflur-Grasbüscheleule (Apamea anceps, Synonym: Hadena sordida), zuweilen auch als Waldschlag-Graseule bezeichnet, ist ein Schmetterling (Nachtfalter) aus der Familie der Eulenfalter (Noctuidae).

## Merkmale

### Falter
Die Flügelspannweite der Falter  beträgt 33 bis 46 Millimeter. Die Grundfarbe der Vorderflügeloberseite variiert von hell beigegrau bis hin zu dunkel braungrau. Eine schwarze Wurzelstrieme fehlt. Nieren- und Ringmakel heben sich schwach hell ab, Querlinien sind einfach oder doppelt ausgeführt und stark gezackt. Der Bereich zwischen Saum und Wellenlinie ist leicht verdunkelt. Die gesamte Zeichnung ist meist undeutlich und verwaschen. In Küstengebieten kommt eine weißgraue, als f. engelharti bezeichnete Farbvariante vor. Die Hinterflügeloberseite ist einfarbig hell graubraun, Richtung Saum etwas dunkler.

### Raupe
Ausgewachsene Raupen sind hellbraun gefärbt. Sie zeigen dunkle, undeutliche Rücken- und Nebenrückenlinien. Auf jedem Körpersegment befinden sich ein schwarzer Schrägstrich und ebenfalls schwarze Punktwarzen. Kopfkapsel, Halsschild und Afterschild sind schwarzbraun.

### Ähnliche Arten
Die Falter der Ackerrand-Grasbüscheleule (Apamea sordens) sind ausdrucksvoller gezeichnet und zeigen eine schwarze Wurzelstrieme auf der Vorderflügeloberseite. Die Glanzgras-Grasbüscheleule (Apamea unanimis) ist in der Regel kleiner und dunkler als die Feldflur-Grasbüscheleule.

## Verbreitung und Lebensraum
Die Verbreitung der Art erstreckt sich durch Europa und den Norden Asiens bis nach Zentralchina (Shaanxi). Sie kommt auch im Nordwesten Afrikas vor. In den Alpen steigt sie bis auf etwa 1600 Meter Höhe, in der Türkei bis auf 2800 Meter. Die Feldflur-Grasbüscheleule besiedelt bevorzugt Halbtrockenrasenflächen, Ruderalfluren, aufgelassene Weinberge, Streuobstwiesen, Straßen- und Wegränder, Steinbrüche, Böschungen, Niedermoorbereiche, Gärten, Getreidefelder und Viehweiden.

## Lebensweise
Die Falter sind dämmerungs- und nachtaktiv. Sie fliegen in einer Generation von Mai bis Juli. Sofern in klimatisch günstigen Gebieten noch einzelne Exemplare im September auftreten, dürften sie einer unvollständigen zweiten Generation angehören. Die Falter besuchen künstliche Lichtquellen sowie Köder. Sie wurden auch an Taubenkropf (Silene baccifera) oder blühenden Gräsern saugend beobachtet. Die Raupen leben überwiegend ab August, überwintern und verpuppen sich im April des folgenden Jahres. Sie ernähren sich von den Samen oder Halmen verschiedener Gräser, in erster Linie von Gewöhnlichem Knäuelgras (Dactylis glomerata). Zuweilen wurden die Raupen auch an Einjährigem Rispengras (Poa annua) sowie an Getreidearten gefunden.

## Gefährdung
Die Feldflur-Grasbüscheleule kommt in Deutschland verbreitet vor und wird auf der Roten Liste gefährdeter Arten als „nicht gefährdet“ geführt.